# César-díjak 1991
A 16. César-gálát 1991. március 9-én rendezték meg a párizsi Champs-Elysées Színházban, Sophia Loren olasz színésznő elnökletével.
Az 1990-es év francia filmterméséből válogatott alkotások közül a legsikeresebbnek Edmond Rostand nagysikerű színpadi műve, a Cyrano de Bergerac filmes adaptációja bizonyult. Jean-Paul Rappeneau romantikus történelmi drámája valósággal tarolt, szinte valamennyi jelentős kategóriában elsőnek hozták ki: a 13 jelölésből 10 Césart nyert el. E díjzápornak az igazi vesztese Luc Besson közönségsikert aratott, és ugyancsak nagy eséllyel indult akciófilmje volt: a Nikita  9 jelölésből csupán egy díjat (legjobb színésznő) tudott elhozni. A trófeát könnyes szemekkel átvevő Anne Parillaud akkori élettársának, Luc Bessonnak ajánlotta a díjat... A legjobb külföldi film az amerikai Peter Weir filmdrámája, a Holt költők társasága lett, maga mögé utasítva a Nagymenőket és a Micsoda nő!-t.
Tiszteletbeli Césart vehetett át az elnöklő Sophia Loren, valamint Jean-Pierre Aumont. A rendezvényen megemlékeztek Michel Audiard forgatókönyvíróról.
A díjátadót kisebb incidens zavarta meg: a legígéretesebb fiatal színésznőnek díjat átadó Vanessa Paradis, a boríték felnyitása után, lányos zavarában nem a nyertes Judith Henry (A titokzatos lány), hanem az ugyancsak e kategóriában jelölt Judith Godrèche (Kiábrándult lány) nevét olvasta fel. A színésznő sokáig nem bocsátotta meg ezt a nyelvbotlást...

## Díjazottak
| Díjak                                      | Díjazottak és jelöltek |
| ------------------------------------------ | --- |

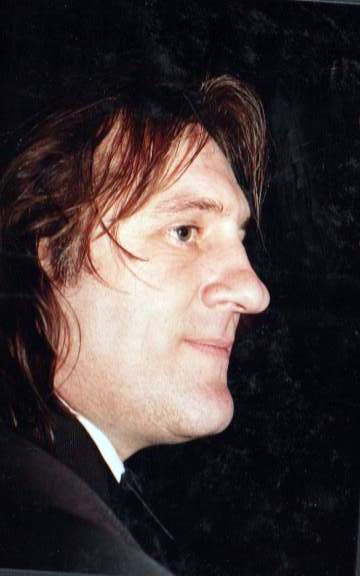
Gérard Depardieu, a legjobb színész.

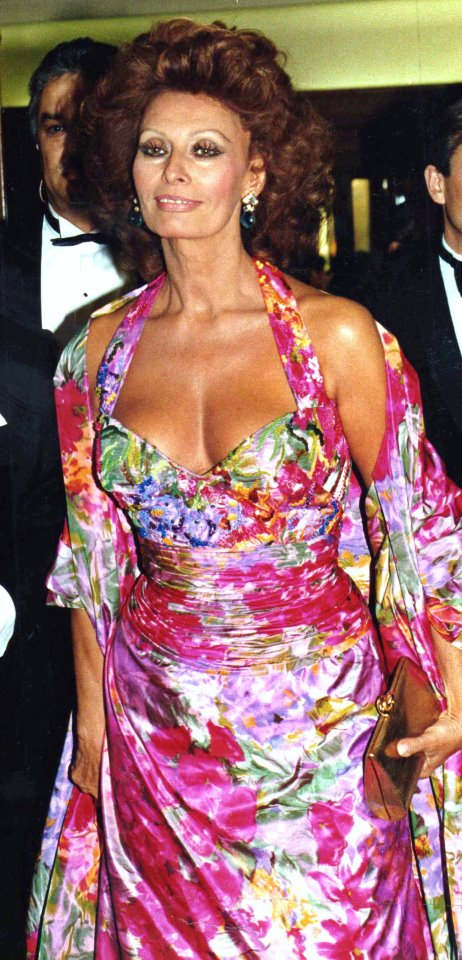
Sophia Loren, a gála elnökasszonya, tiszteletbeli Césart vehetett át.

| legjobb film                               | - Cyrano de Bergerac, rendezte: Jean-Paul Rappeneau - A fodrásznő férje (Le mari de la coiffeuse), rendezte: Patrice Leconte - Nikita, rendezte: Luc Besson - A kis bűnöző (Le petit criminel), rendezte: Jacques Doillon - Uranus, rendezte: Claude Berri                                                             |
| legjobb rendező                            | - Jean-Paul Rappeneau – Cyrano de Bergerac - Patrice Leconte – A fodrásznő férje (Le mari de la coiffeuse) - Jacques Doillon – A kis bűnöző (Le petit criminel) - Luc Besson – Nikita - Claude Berri – Uranus |
| legjobb színésznő                          | - Anne Parillaud – Nikita - Nathalie Baye – Un week-end sur deux - Anne Brochet – Cyrano de Bergerac - Tsilla Chelton – Danielle tanti (Tatie Danielle) - Miou-Miou – Milou májusban (Milou en mai) |
| legjobb színész                            | - Gérard Depardieu – Cyrano de Bergerac - Daniel Auteuil – Lacenaire halála (Lacenaire)' - Fabrice Luchini – A titokzatos lány (La discrète) - Michel Piccoli – Milou májusban (Milou en mai) - Jean Rochefort – A fodrásznő férje (Le mari de la coiffeuse) - Michel Serrault – Docteur Petiot                        |
| legjobb mellékszereplő színésznő           | - Dominique Blanc – Milou májusban (Milou en mai) - Odette Laure – Apus emlékei (Daddy nostalgie) - Thérèse Liotard – Apám dicsősége (La gloire de mon père) - Thérèse Liotard – Anyám kastélya (Le château de ma mère) - Catherine Jacob – Danielle tanti (Tatie Danielle) - Daniele Lebrun – Uranus                  |
| legjobb mellékszereplő színész             | - Jacques Weber – Cyrano de Bergerac - Maurice Garrel – A titokzatos lány (La discrète) - Michel Duchaussoy – Milou májusban (Milou en mai) - Michel Galabru – Uranus - Daniel Prévost – Uranus |
| legígéretesebb fiatal színésznő            | - Judith Henry – A titokzatos lány (La discrète) - Clotilde Courau – A kis bűnöző (Le petit criminel) - Florence Darel – Uranus - Judith Godrèche – Kiábrándult lány (La désenchantée) - Isabelle Nanty – Danielle tanti (Tatie Danielle)                                                                              |
| legígéretesebb fiatal színész              | - Gérald Thomassin – A kis bűnöző (Le petit criminel) - Alex Descas – Fütyül a halálra (S'en fout la mort) - Marc Duret – Nikita - Vincent Pérez – Cyrano de Bergerac - Philippe Uchan – Apám dicsősége (La gloire de mon père) - Philippe Uchan – Anyám kastélya (Le château de ma mère)                              |
| legjobb operatőr                           | - Pierre Lhomme – Cyrano de Bergerac - Thierry Arbogast – Nikita - Eduardo Serra – A fodrásznő férje (Le mari de la coiffeuse) |
| legjobb vágás                              | - Noëlle Boisson – Cyrano de Bergerac - Joëlle Hache – A fodrásznő férje (Le mari de la coiffeuse) - Olivier Mauffroy – Nikita |
| legjobb eredeti vagy adaptált forgatókönyv | - Jean-Pierre Ronssin és Christian Vincent – A titokzatos lány (La discrète) - Jean-Claude Carrière és Jean-Paul Rappeneau – Cyrano de Bergerac - Jacques Doillon – A kis bűnöző (Le petit criminel) - Claude Klotz és Patrice Leconte – A fodrásznő férje (Le mari de la coiffeuse)                                   |
| legjobb filmzene                           | - Jean-Claude Petit – Cyrano de Bergerac - Vladimir Cosma – Apám dicsősége (La gloire de mon père) - Vladimir Cosma – Anyám kastélya (Le château de ma mère) - Éric Serra – Nikita |
| legjobb hang                               | - Pierre Gamet és Dominique Hennequin – Cyrano de Bergerac - Michel Barlier, Pierre Befve, Gérard Lamps – Nikita - Pierre-Alain Besse, Henri Morelle, François Musy – Új hullám (Nouvelle Vague) |
| legjobb díszlet                            | - Ezio Frigerio – Cyrano de Bergerac - Yvan Maussion – A fodrásznő férje (Le mari de la coiffeuse) - Dan Weil – Nikita |
| legjobb jelmez                             | - Franca Squarciapino – Cyrano de Bergerac - Agnès Negre – Apám dicsősége (La gloire de mon père) - Yvonne Sassinot de Nesle – Lacenaire halála (Lacenaire)' |
| legjobb elsőmű                             | - A titokzatos lány (La discrète), rendezte: Christian Vincent - Halfaouine, l'enfant des terrasses, rendezte: Férid Boughedir - Mado, poste restante, rendezte: Alexandre Abadachian - Outremer, rendezte: Brigitte Roüan - Un week-end sur deux, rendezte: Nicole Garcia                                             |
| legjobb fikciós rövidfilm                  | - Foutaises, rendezte: Jean-Pierre Jeunet - Deux pièces cuisine, rendezte: Philippe Harel - Final, rendezte: Irène Jouannet - Uhloz, rendezte: Guy Jacques |
| legjobb dokumentum rövidfilm               | - La valise, rendezte: François Amado - Taj ti csan (Tai Ti Chan), rendezte: Vang Cse Jan (Wong Chi Yan) |
| legjobb külföldi film                      | - Holt költők társasága (Dead Poets Society), rendezte: Peter Weir ( USA) - Nagymenők (Goodfellas), rendezte: Martin Scorsese ( USA) - Kötözz meg és ölelj! (Átame!), rendezte: Pedro Almodóvar ( ESP) - Micsoda nő! (Pretty Woman), rendezte: Garry Marshall ( USA) - Taxi Blues , rendezte: Pavel Lungin ( URS, FRA) |
| tiszteletbeli César                        | - Jean-Pierre Aumont - Sophia Loren |

## Többszörös jelölések és elismerések
A statisztikában a különdíjak nem lettek figyelembe véve.
| Jelölés | Díj | Magyar cím         | Eredeti cím             |
| ------- | --- | ------------------ | ----------------------- |
| 13      | 10  | Cyrano de Bergerac | Cyrano de Bergerac      |
| 9       | 1   | Nikita             | Nikita                  |
| 7       | 0   | A fodrásznő férje  | Le mari de la coiffeuse |
| 6       | 0   | Uranus             | Uranus                  |
| 5       | 2   | A titokzatos lány  | La discrète             |
| 5       | 1   | A kis bűnöző       | Le petit criminel       |
| 4       | 1   | Milou májusban     | Milou en mai            |
| 4       | 0   | Apám dicsősége     | La gloire de mon père   |
| 2       | 0   | –––                | Un week-end sur deux    |
| 3       | 0   | Anyám kastélya     | Le château de ma mère   |
| 3       | 0   | Danielle tanti     | Tatie Danielle          |
| 2       | 0   | Lacenaire halála   | Lacenaire               |